# 조일천
조일천(早日川)은 울산광역시 울주군 삼동면의 정족산에서 발원하여 대체로 북서류하다가 별천지 부근에서 북동류하다가 삼동면 조일리에서 둔기천의 지류인 보은천으로 흘러드는 강이다.